# Penelope Spheeris
Penelope Spheeris (New Orleans, 2 dicembre 1945) è una regista e produttrice cinematografica statunitense.

## Biografia
Da bambina visse in California con i genitori in diversi parcheggi per roulotte. Durante l'adolescenza ha vissuto ad Orange County dove si diplomò alla Westminster High School e poi, lavorando come cameriera, frequentò la scuola di cinema conseguendo un "Master of Fine Arts in Theatre Arts" presso l'UCLA iniziando così a lavorare come montatrice e direttrice della fotografia prima di fondare una sua compagnia nel 1974, la Rock 'N Reel, specializzata in video musicali. Il primo film fu un documentario girato nel 1979 sulla scena punk di Los Angeles, The Decline of Western Civilization, che venne ben accolto dalla critica. Sempre sulla scena punk scrisse e diresse nel 1983 Suburbia, il suo primo film che vinse il primo premio al Chicago Film Festival. Segu' l'anno dopo I ragazzi della porta accanto con Charlie Sheen e Maxwell Caulfield. NEl 1987 ritornò a occuparsi di tematiche punk con il film Dudes: diciottenni arrabbiati al quale prendono parte Flea, Lee Ving, John Cryer e Daniel Roebuck. Nel 1988 realizzò The Decline of Western Civilization Part II: The Metal Years, un documentario sulla scena musicale heavy metal di Los Angeles. Il successo le arride nel 1992 con il film Fusi di testa (Wayne's World); seguiranno negli anni altri lungometraggi. Nel 1997 realizza un terzo documentario sulla scena musicale di Los Angeles, The Decline of Western Civilization III.

## Filmografia

### Regia

#### Film
- Uncle Tom's Fairy Tales (1969, mediometraggio) (inedito)
- I Don't Know (1971, cortometraggio)
- Suburbia (1983)
- I ragazzi della porta accanto (The Boys Next Door) (1985)
- Hollywood Vice Squad (1986)
- Dudes: diciottenni arrabbiati (Dudes) (1987)
- Thunder and Mud (1990)
- Fusi di testa (Wayne's World) (1992)
- A Beverly Hills... signori si diventa (The Beverly Hillbillies) (1993)
- Piccole canaglie (The Little Rascals) (1994)
- La pecora nera (Black Sheep) (1996)
- Effetti collaterali (Senseless) (1998)
- The Thing in Bob's Garage (1998)
- The Kid & I (2005)
- Balls to the Wall (2011)

#### Documentari
- The Decline of Western Civilization (1981)
- The Decline of Western Civilization Part II: The Metal Years (1988)
- The Decline of Western Civilization III (1998)

#### Televisione

##### Film
- Donne dentro: storie dal carcere (1991)
- UFO Abductions (1991)
- Visitors from the Unknown (1991)
- Dear Doughboy (2000)
- Lo scandalo Enron (2003)
- Five (2011)
- The Real St. Nick (2012)

##### Speciali TV
- The 75th Annual Academy Awards (2003)

##### Serie TV
- Il pericolo è il mio mestiere (1993, tre episodi)
- Cracking Up (2004, un episodio)

##### Video musicali
- Megadeth: Wake Up Dead (1987)
- Night Ranger: I Did It for Love (1988)
- Megadeth: In My Darkest Hour (1988)
- Bonfire: Sword & Stone (1989)
- Megadeth: No More Mr. Nice Guy (1990)
- Queen: Bohemian Rhapsody (Wayne's World Version) (1992)

##### Documentari
- Rap's Most Wanted (1991)
- Hollywierd (1999)
- We Sold Our Souls for Rock 'n Roll (2001)

### Produzione
- Uncle Tom's Fairy Tales (1969, mediometraggio) (inedito)
- A Beverly Hills... signori si diventa (The Beverly Hillbillies) (1993)
- The Kid & I (2005)